# Ritmo, amor y primavera
 Ritmo, amor y primavera es una película de Argentina filmada en Eastmancolor dirigida por Enrique Carreras según su propio guion escrito sobre la obra teatral Julio Porter que se estrenó el 29 de enero de 1981 y que tuvo como actores principales a Cacho Castaña, Mónica Gonzaga, Carlos Calvo, Tincho Zabala, Carlos del Burgo, María Carreras y Marisa Carreras.  

## Sinopsis
Un hombre ayuda a tres muchachos y tres chicas a triunfar en la televisión.

## Reparto
- Cacho Castaña ... Cacho
- Mónica Gonzaga ... Mónica
- Carlos Calvo ... Agapito Culaciatti Grosso
- Tincho Zabala ... Don Pepino
- Carlos del Burgo ... Ricardo
- María Carreras ... María Carreras
- Marisa Carreras ... Marisa Carreras
- Juan Carlos Thorry ... Candido Perez
- Ricardo Morán ... Nino
- Noemí Alan ... Patricia
- Rodolfo Onetto ... José Carlos Diaz
- Clotilde Borella ... Doña Robustiana
- Susana Agüero ... Bailarina
- Julio Lagorio
- Susana Chávez
- Enrique San Miguel
- Coco Fosatti
- Liliana Abayieva ... Liliana Ferrantino
- Richard Clayderman
- Raphael
- Nicola Di Bari
- Peter Frampton
- Instant Love
- King Clave
- Los Ángeles de Smith
- Vittorino Feo

## Comentarios
Jorge A. Martín en La Prensa opinó:

«Una primavera sin mucho ritmo.»

Manrupe y Portela escriben:

«Incursión de Carreras en el film-disco. Pequeña trama, tapes de cantantes extranjeros y coproducción con ATC.»

Fernando G. Varea dice que “las películas que ponían al descubierto con más dureza a la Argentina de la dictadura militar, eran las destinadas al público infantil y a las familias” agrega que “las películas dirigidas por Carreras contaban con el beneplácito e incluso el aval de los mandatarios”.